# Sainte-Euphémie-sur-Rivière-du-Sud
Sainte-Euphémie-sur-Rivière-du-Sud är en kommun i provinsen Québec i Kanada. Den ligger i regionen Chaudière-Appalaches, i den sydöstra delen av landet, 400 km öster om huvudstaden Ottawa.